# Gryonne
 (août 2025).
Si vous disposez d'ouvrages ou d'articles de référence ou si vous connaissez des sites web de qualité traitant du thème abordé ici, merci de compléter l'article en donnant les références utiles à sa vérifiabilité et en les liant à la section « Notes et références ».
La Gryonne est une rivière de Suisse, dans le sud-est du canton de Vaud, affluent de la rive droite du Rhône.

## Géographie

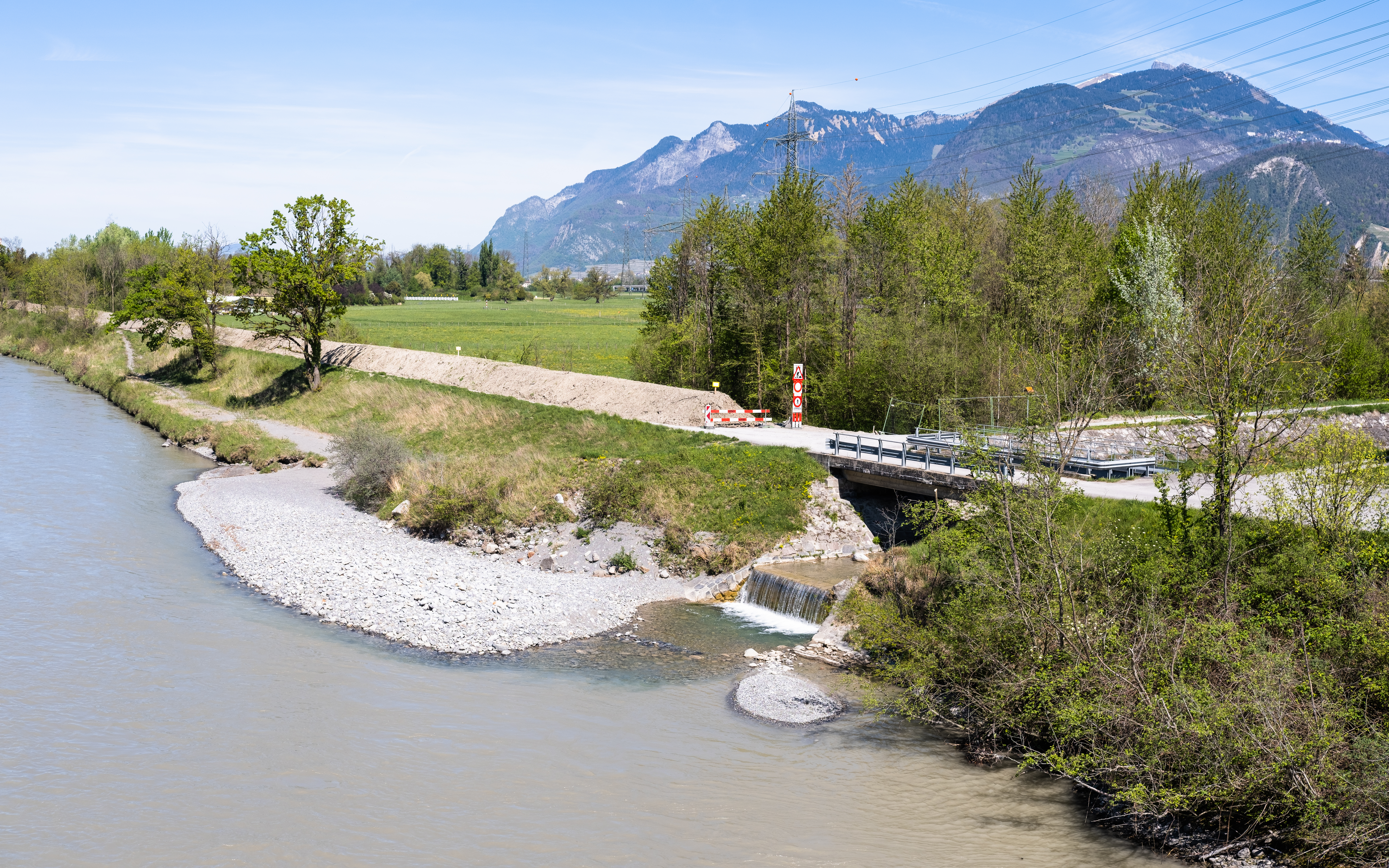
L'embouchure de la Gryonne avec le Rhône.

Elle prend sa source sur le versant Ouest du Signal de Culant dans le massif des Diablerets, entre 1900 et 2 600 m. Après un parcours de 15 km dans la vallée du même nom, elle se jette dans le Rhône à 394 m, aux Neyes, entre Saint-Triphon et Bex. Peu avant son arrivée dans le Rhône, elle franchit l'autoroute A9 grâce à un pont qui accueille son lit.
Cette rivière est de type torrentiel, volontiers impétueux.
Son principal affluent est la Petite Gryonne ou Eau moire ou Bey des Râpes. Prenant naissance vers 1 700 m, elle se jette dans la Gryonne près de village de Pallueyres, après un parcours de 4,5 km.